# Starogród (Ukraina)
Starogród (ukr. Старгород) – wieś na Ukrainie, w rejonie czerwonogrodzkim obwodu lwowskiego. Wieś liczy około 150 mieszkańców.
Według stanu z lat 1914/1918 właścicielem dóbr tabularnych był Eustachy Rylski.
W II Rzeczypospolitej do 1934 samodzielna gmina jednostkowa. Następnie należała do zbiorowej wiejskiej gminy Chorobrów w powiecie sokalskim w woj. lwowskim. 
13 października 1943 r.  stycznia 1944 r. nacjonaliści ukraińscy z OUN - UPA zamordowali tutaj 12 Polaków.
Po wojnie wieś weszła w skład powiatu hrubieszowskigo w woj. lubelskim. W 1951 roku wieś wraz z niemal całym obszarem gminy Chorobrów została przyłączona do Związku Radzieckiego w ramach umowy o zamianie granic z 1951 roku.